# Josip Murn Aleksandrov
Josip Murn Aleksandrov (n. 1879 en Liubliana, f. 1901 en Cukrarna) fue un poeta esloveno.

## Vida y formación
Josip Murn Aleksandrov nació el 4 de marzo de 1879 en Liubliana, Eslovenia, hijo único de Marija Murn y Jože Cankar. Sus padres no estaban casados y meses después de su nacimiento Jože se casó con otra mujer. Como su madre no tenía suficiente dinero para criarlo, lo dejó en manos de una familia adoptiva y ella se fue a vivir a Trieste, Italia, donde trabajó como sirvienta.
Debido a que su madre no regresó a buscarlo, después de cuatro años Polona Kalan, una pariente lejana de Marija Murn, se hizo cargo de él, llevándoselo a donde vivía ella, en Cukrarna, Liubliana. Allí Murn conoció a Dragotin Kette e Ivan Cankar. Murió el 18 de junio de 1901 en Cukrarna, como consecuencia de una cirrocis hepática. 
Entre 1890 y 1895 asistió al instituto de Liubliana, donde empezó a escribir sus primeras canciones editadas en la revista Dijaske novice. Ya en el instituto superior de Liubliana fue aceptado en la sociedad literaria estudiantil Zadruga. Después del examen de bachillerato, partió a Viena para estudiar comercio. Más tarde quiso cambiar sus estudios e irse a Praga y estudiar derecho, pero no fue aceptado y perdió la beca. Al quedar sin dinero, tuvo que volver a Liubliana. 

## Obra
Josip Murn Aleksandrov ha sido conocido sobre todo como un poeta moderno. Escribió poemas de temática existencial, nacionalistas, imprecionistas, campesinas, acerca de la naturaleza y también de temática amorosa. Estos últimos se los dedicó a Alma Souvan. Su poesía era pesimista, pues a menudo aparecen la melancolía, la tristeza, el anhelo, la pobreza, la sensación de sentirse extranjero en su propio país, la soledad y la muerte. Este pesimismo estuvo relacionado con su vida privada, ya que su padre no lo aceptó y su madre no volvió a buscarlo. También tradujo obras de Mickiewicz y Goethe. 
Después de su muerte, algunos de sus amigos poetas le dedicaron varios poemas suyos, el más famoso fue Manom Josipu Murnu Aleksandrovu, de Oton Župančič. 
Josip Murn Aleksandrov vivió en una época cambiante, donde las diferencias entre gente rica y pobre eran grandes, la Iglesia católica tenía una gran influencia sobre la política y solo la poesía permitían la libertad a la que los poetas aspiraban. 

## Poemas importantes
- Pomladanska romanca
- Ko dobrave se mrače
- Kostanji šumijo
- Pa ne pojdem prek poljan
- Kdo bila je mati tvoja?
- Zvečer
- Hrepenenje
- Pesem o klasu
- Pesem o ajdi
- Vlahi
- Balada
- Čarovnica
- Fin de siecle
- Narodna pesem